# Dexia vicina
Dexia vicina är en tvåvingeart som först beskrevs av Louis-Paul Mesnil 1953. Dexia vicina ingår i släktet Dexia och familjen parasitflugor.
Artens utbredningsområde är Myanmar. Inga underarter finns listade i Catalogue of Life.